# Murray (personaje)
Murray es un personaje ficticio que aparece en la saga de videojuegos Sly Cooper. Es uno de los tres miembros de la banda de Cooper, formada por este, Sly Cooper (el protagonista) y Bentley (el cerebro de la banda). Murray es un hipopótamo rosa, y es los músculos de la banda de Cooper.

## Historia
En el primer videojuego de la saga, Murray, al igual que Bentley, no participa. Cuando estuvo en el orfanato, se hizo íntimo amigo de Sly Cooper, y luego de Bentley (En la tercera parte Murray hablando con él, tras haberse encontrado en Venecia,le dice que él es su segundo mejor amigo).
Pero es en la segunda entrega de Sly Cooper cuando comienza a participar. Al final de este videojuego, Bentley se queda inválido y, Murray piensa que ha sido por su culpa, por lo que decide dejar la banda y convertirse en discípulo de un gurú para dedicarse a meditar; pero en la tercera entrega de la saga, tras la insistencia de sus amigos en que vuelva y ayudar a su gurú a purificar las aguas negras de Venecia y rescatar su hogar en Australia, decide volver a la banda.

## Técnicas de Ataque
Murray como es mencionado, es la fuerza bruta del equipo, usando sus puños, que pueden acabar desde pequeños hasta grandes guardias, y enemigos; los puede lanzar por los aires para que golpeen con otros objetos o contra paredes, e incluso lanzarlos a otros enemigos.Tiene la fuerza suficiente para levantar objetos pesados y ligeros, y con su enorme barriga(cuando brinca y aprietas el botón correcto), puede destruir lo que sea. También con su forma de pelota puede encargarse de varios guardias.